# Oxycera flavopilosa
Oxycera flavopilosa är en tvåvingeart som först beskrevs av Pleske 1925.  Oxycera flavopilosa ingår i släktet Oxycera och familjen vapenflugor. Inga underarter finns listade i Catalogue of Life.